# Hamidou El Watani
Hamidou El Watani (en arabe : حميدو الوطني), de son vrai nom Hamidou Ben Faris, né en 1910 à Tidili Mesfioua et mort le 13 mai 1970 à Casablanca, est un résistant marocain au colonialisme français et l’un des fondateurs du Raja Club Athletic.
En 1922, fuyant la répression de Thami El Glaoui, Hamidou quitte son village natal pour Derb Sultan, où il devient électricien d’automobile grâce à l’aide d’une famille espagnole, et se fait appeler «El Watani» pour son nationalisme. Révolté par l’injustice coloniale, il fait de Derb Sultan un bastion de la résistance avec Brahim Roudani et Mohammed Zerktouni entre autres, utilisant le club de football Al Watan comme couverture pour organiser les cellules armées. Membre du Parti de l’Istiqlal et de l’Armée de libération du sud, il fonde en 1949 l’Union du Sud pour coordonner l’action armée contre El Glaoui. Après à l’exil de Mohammed V en août 1953, il est membre fondateur de Al-Mounaddama Sirriya, orchestrant de façon décentralisée financements, armes et filières d’évasion des résistants vers le nord ou Sidi Ifni. Le 13 mai 1970, il est tué à Derb Sultan par un policier de circulation dans des circonstances troubles.
En football, il gère le club Al Watan qu'il a fondé avec Laâchfoubi El Bouazzaoui en 1930. C'est lui qui découvre Larbi Benbarek et le recrute à l'âge de 14 ans. En 1949, après qu'il soit renommé en Fath Casablanca, il remporte le championnat de la Ligue libre du Maroc. Ce club formera le noyau du Raja Club Athletic lors de sa fondation le 20 mars 1949, où Hamidou est parmi les fondateurs ayant joué un rôle majeur.

## Biographie

### Jeunesse
Originaire de la tribu des Mesfioua, Hamidou El Watani voit le jour en 1910 dans le village El Hajeb N'Tamsoult, dans la commune de Tidili Mesfioua, près du site archéologique de Ghmate. À l’âge de 12 ans, il quitte son village natal pour Casablanca à cause de la répression de Boujane, adjoint de Thami El Glaoui.
Une fois à destination, il s'installe à Derb Sultan et s’essaie à différents métiers pour subvenir à ses besoins. De vendeur ambulant jusqu’à devenir un électricien d’automobile grâce à une famille espagnole, les Guerrero, qui l’ont accueilli. Il établit l'entreprise Casa Rayon dans l'actuel Boulevard Mohammed VI, spécialisée dans la vente et la réparation d'équipements électriques automobiles.

### Résistance

#### Parti de l'Istiqlal

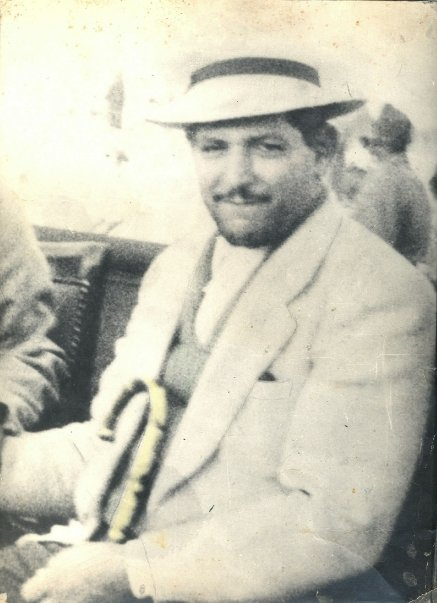
Brahim Roudani sera son fidèle compagnon de résistance durant plus de 15 années

Révolté par l’oppression et l’injustice qu’il vit, il n’accepte pas le traitement que subissent les marocains de la part des colons et leurs alliés. Il est surnommé El Watani (qui signifie le nationaliste), en raison de son jeune âge et du fait qu’il portait toujours un tarbouche rouge. En août 1940, il rencontre pour la première fois Brahim Roudani qui habitait à Derb Lihoudi et qui sera son fidèle compagnon de résistance durant plus de 15 ans. Derb Sultan devient alors le fief de la résistance casablancaise, avec l’aide fincancier de Laâchfoubi El Bouazzaoui,. En 1943, ils adhèrent au Parti de l'Istiqlal avec entre autres, Abderrahman el-Youssoufi, Abderrahim Bouabid et El Hachmi Moutaouakil.
Comme les rassemblements étaient interdits, il utilisait le club de football Al Watan, qu’il a cofondé avec Laâchfoubi El Bouazzaoui en 1930, comme couverture pour communiquer avec ses réseaux de résistance. Son café Al Watan à Derb Sultan était également un point de rassemblement pour les résistants, et plus tard, pour les fondateurs du Raja Club Athletic,.
Il devient rapidement un des leaders de la division casablancaise du Parti de l'Istiqlal, aux côtés de Brahim Roudani, Ibrahim Eltrost, Bouchta El Jamai et Kanoun El Abdi,.

#### Résistance armée

##### Armée de libération du sud
À la fin des années 1940, plusieurs résistants sont persuadés de l’inefficacité de la voie politique et l’insuffisance de la guérilla dans les villes. Ils décident alors de déplacer leurs opérations vers les campagnes, notamment dans le nord, et de lancer une nouvelle phase d'action armée malgré l'opposition du Parti de l'Istiqlal.
Il faisait partie de dirigeants de l’Armée de libération du sud pour laquelle il a fourni des Jeep d’occasion qu’il s’est procuré de la base américaine. Il met à disposition aux étudiants une bibliothèque chez lui à Derb Sultan. Quelques futurs hauts fonctionnaires ont profité de ce lieu à l'image de Bachir Belabbès, ministre de la justice, Brahim Keddara, président de la Cour suprême et Hassan Ahejbi, directeur de l’emploi. Il fonde également un fonds de solidarité pour les familles des résistants du sud avec l’aide de plusieurs résistants comme Ali Redouane, Abdelkarim Madhat et Lahcen El Kharraz, tous issus de la cellule de Hoummane El Fetouaki.

Avec Brahim Roudani et Ali El Manouzi, il assurait la liaison entre le Rif, les campagnes du sud et les villes rebelles, qui ont répandu leur influence sur le plan militaire, politique et sociétale. Cette influence à rompu l’isolement imposé au milieux ruraux depuis la fin de la guerre d’occupation en 1934 (ou Campagne du Maroc). 

##### Union du sud
En 1949, avec Abdellah Sanhaji, il fonde l'Union du sud (Ittihad al-Janoub) pour coordonner les cellules secrètes de résistance qui s'étaient formées à l'insu du Parti de l'Istiqlal. Elle se composait principalement de résistants originaires des provinces de Marrakech et de Ouarzazate, qui avaient comme objectif principal l’élimination de Thami El Glaoui, homme fort du sud et "collabo" de premier plan,. Mohamed Benhamou Chebani a également joué un rôle majeur, en fournissant armes et explosifs.
Quand la direction du parti apprend l'existence de l'organisation, elle ordonna à deux de ses membres Benasser Harakat et Benmoussa Nejjar de contacter Hamidou pour lui demander une réunion et de l’informer de l’ordre du parti de dissoudre l'organisation. Ils acceptent cette décision et versent l'argent collecté au parti. Abdellah Sanhaji expliqua cela par la nécessité de maintenir les cellules secrètes en activité, loin de la direction du parti, ainsi que d'éloigner la responsabilité de Hamidou, car il était connu des autorités françaises, qui l'arrêtaient chaque fois qu'un incident se produisait à Casablanca.
En 1951, il fonde le groupe l’Armée de l’Atlas (Jaych al-Atlas) avec entre autres Mohamed Belhaj, Abdellah Sanhaji, Omar El Manouzi, Hassan Safieddine et Thami Nouamane.

##### Al-Mounaddama Sirriya
Le 20 août 1953, le général Augustin Guillaume dépose Mohammed V et l'exile à en Corse, alors que le sultan refuse d’abdiquer. Cet évènement entraînera d'immenses manifestations populaires, puis des émeutes et intensifiera la résistance armée, déclenchant la Révolution du Roi et du Peuple. Après quelques jours, l'Organisation secrète (al-Mounaddama Sirriya), qui agissait jusqu'alors dans l'ombre sous le nom Les volontaires (al-Moutatawi'oun), se dévoile et proclame la lutte armée pour libérer le Maroc. Elle a été fondée par les membres de l'Union du sud et du Groupe Derb Sultan, dans la maison de Ba Omar El Baamrani dans la rue 24, n° 15, à Derb Sultan. Hamidou El Watani, Mohammed Zerktouni, Brahim Roudani, Abdellah Sanhaji et Hassan Laraïchi formaient le comité central, bien que chaque cellule disposait d’une semi-autonomie et d’une liberté d’action. La coordination était étroite avec les responsables des cellules en ce qui concerne les armes, le financement et la fuite des résistants recherchés par les autorités coloniales vers le nord ou Sidi Ifni. La direction de Al-Mounaddama Sirriya était collective et décentralisée, ce qui lui procurait une grande flexibilité.
Hamidou est emprisonné avec Roudani dans la prison de Darkoum à Casablanca où il fut torturé sous le ordres du commissaire Truveau, avant d’être transférés à Khouribga, puis à Marrakech suite un attentat contre El Glaoui. N’ayant pas pu leur soutirer le moindre renseignement, ils sont emprisonnés à Ait-Ourir.
Mahjoubi Aherdan écrit dans ses mémoires: « Dans cette situation tendue, Hamidou El Watani et Abdelhamid Zemmouri me demandèrent de leur rendre visite dans leurs boutiques, près du palais royal de Casablanca, et de représenter la résistance à la conférence franco-marocaine qui devait se tenir à Paris les 7 et 8 mai 1955. Jacques Ritzer, qui était le gestionnaire des eaux souterraines de la région de l'Atlas et parmi les français honorables, me demanda de financer mon voyage, mais je déclinai son offre. Avec l'aide de Hamidou, j'ai pu emprunter cent mille francs à Hassan Bouatay, qui était un commerçant bien connu à Casablanca.».

En décembre 1955, il rencontre Mohammed V, qui le tenait en haute estime, après son retour de l’exil à Madagascar.Le sultan lui dit « J'ai appris que vous avez également vécu l'amertume de l'exil, mais le votre était proche de votre ville natale, Ait Ourir, aux côtés de votre ami Brahim Roudani. »

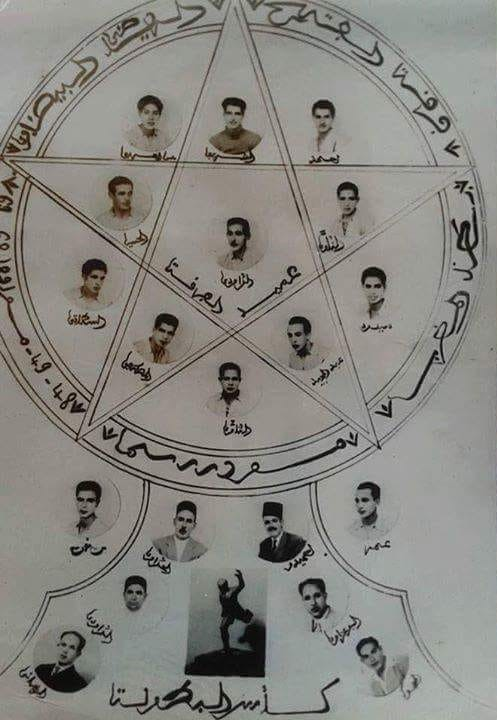
Le Fath Casablanca vainqueur du championnat libre 1948-49, Hamidou est le troisième en bas à droite

### Football
Grand amateur de football, il cofonde le club Al Watan avec Laâchfoubi El Bouazzaoui en 1930. Ce club est notamment connu pour avoir lancé la carrière de « la Perle noire », Larbi Benbarek, qui fut détecté par Hamidou lui même alors qu'il jouait au terrain de l'hermitage,.
En 1946, ils renomment leur club en Fath Casablanca, et l'inscrivent dans la Ligue libre du Maroc de football, créée la même année par Mohamed El Yazidi (qui sera plus tard le premier président de la Fédération royale marocaine de football) pour s'émanciper de la Ligue du Maroc de football, affiliée à la Fédération française de football. Cette dernière imposait un règlement strict aux clubs marocains et leur imposait entre autres, d'avoir un président français. En 1949, le club remporte le championnat de la Ligue libre, mené alors par Mohamed Naoui qui occupait la fonction d'entraîneur-joueur.
Les dirigeants décident après ce sacre de créer un nouveau club pour regrouper les meilleurs joueurs éparpillés dans les équipes amateurs de Derb Sultan, pour pouvoir concourir avec l'élite nationale en Ligue du Maroc. Après plusieurs réunions au café Al Watan de Hamidou, au café Bouya Saleh et au bureau de rédaction de contrats de Hajji Ben Abadji, le Raja Club Athletic voit officiellement le jour le 20 mars 1949 au café Bouya Saleh, n° 80 Rue Al Abassiyine à Derb Sultan,. Un ami de Laâchfoubi, l'algérien Nabi Errayhani a eu l'idée de contourner le règlement de la Ligue en laissant la présidence à Hajji Ben Abadji, un natif de Tlemcen ayant la nationalité française. Les autorités coloniales sont ainsi contraintes d'accepter et Moulay Sassi Aboudarka Alaoui est désigné président d'honneur.
Contrairement à Laâchfoubi, Hamidou se consacre pleinement à la résistance et ne s'investis pas dans la gestion du Raja.

### Après l'indépendance
Après l'indépendance, plusieurs postes au sein de l'état lui sont proposés mais il décline et réponds dans une lettre adressée à Hassan II: « Il me suffit d’avoir servi mon pays et d’avoir été fidèle à la devise "Dieu, Patrie, Roi". Je ne veux pas de récompense car l’indépendance est la plus grande récompense. ». Il demande au roi de donner ses instructions au ministre des Habous Ahmed Bargache, afin de restaurer le souk de son village natal et construire le mausolée de Al Mutamid ibn Abbad à Aghmat.
Le 13 mai 1970, Hamidou El Watani est tué par un policier de la circulation, au croisement des rues Moulay Ismail et Moulay Idriss, à Derb Baladia (Derb Sultan). Officiellement qualifié d'accident, cet évènement reste trouble et certains avancent la thèse d’un assassinat.

## Hommages
- La Place Hamidou El Watani à Derb Sultan porte son nom.

### Décorations
- Commandeur de l'ordre du Trône